# Route nationale 15bisA
La route nationale 15bisA, ou RN 15bisA, était une route nationale française reliant Eu au Tréport. À la suite de la réforme de 1972, elle a été déclassée en RD 1915.La RN 15bisA était une radiale et n'avait aucun rapport avec la RN 15 (tout comme la route nationale 24bis n'avait aucun rapport avec la route nationale 24), mais était un court embranchement de la route nationale 15bis.